# Растянутая C
ʗ (растянутая C) — буква расширенной латиницы, ранее использовавшаяся в МФА.

## Использование
Буква была создана Дэниелом Джонсом, и в 1921 году она была утверждена в качестве символа МФА для постальвеолярного щёлкающего согласного. Клемент Мартин Док также употреблял эту букву, кроме того, для обозначения носового постальвеолярного щёлкающего согласного он ввёл букву 𝼏 (ʗ с завитком)
Буква ǃ официально заменила ʗ в 1989 году.